# Centro Islâmico de Washington

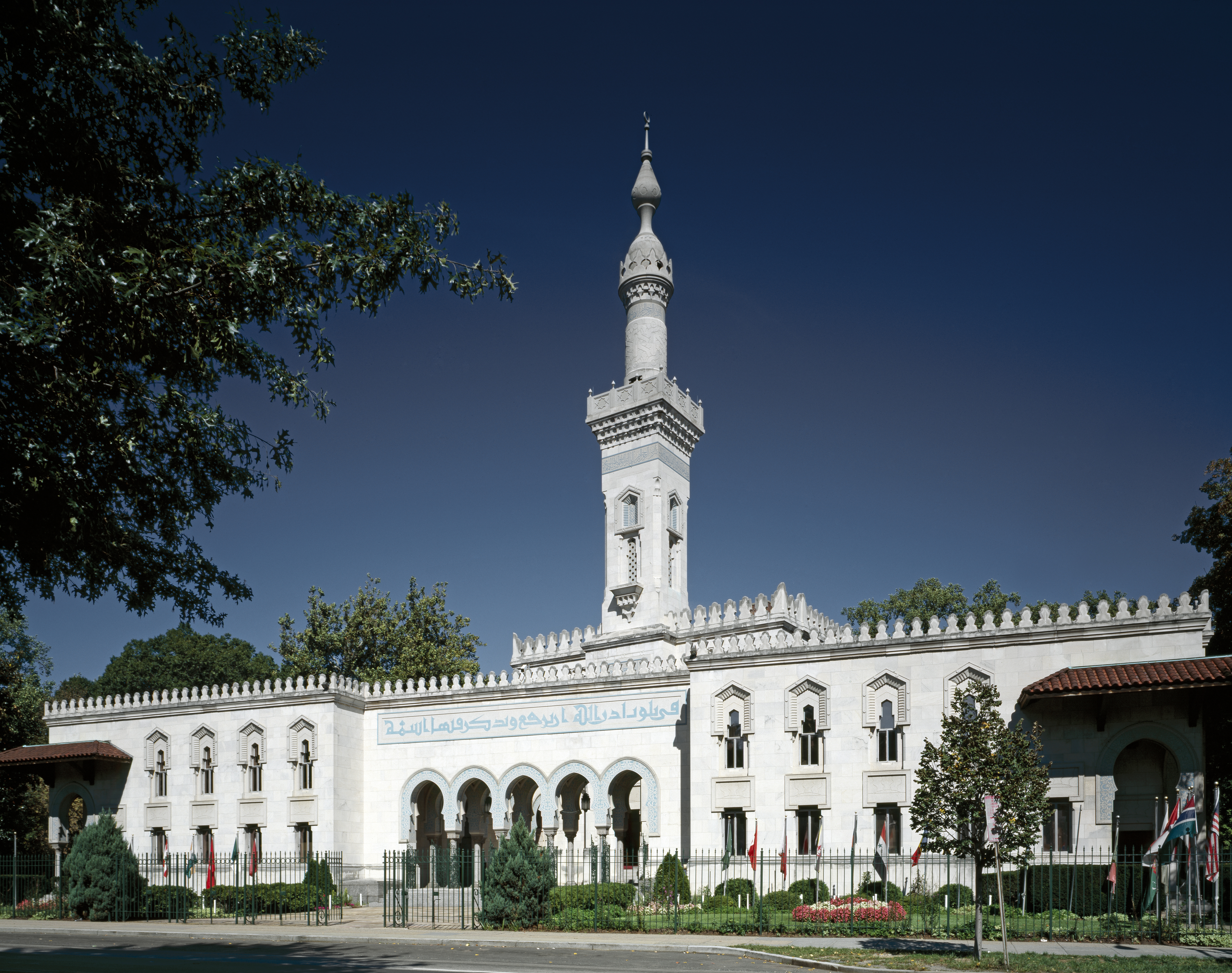
Vista do Centro Islâmico de Washington, D.C.

O Centro Islâmico de Washington é uma mesquita e centro cultural islâmico em Washington, D.C.. Ele está localizado na Embassy Row na Avenida Massachusetts, a leste da ponte sobre o Rock Creek. Quando foi inaugurada em 1957, era a maior mesquita do hemisfério Ocidental.

## História

### Século XX
Em 1948, o Egito nomeou Kamil Abdel Rahim como embaixador egípcio nos Estados Unidos, sucedendo o embaixador Mahmoud Hassan. O projeto de construção de uma mesquita ficou adormecido durante os anos de guerra e não foi revivido até que o embaixador Rahim assumiu suas funções como embaixador em Washington, D.C., em 1948.
O embaixador egípcio, Kamil Abdul Rahim, foi nomeado presidente da fundação da mesquita e seu comitê executivo. Ele foi fundamental na reunião de todos os chefes dos emissários credenciados de países muçulmanos nos Estados Unidos. Ele fez várias viagens à Arábia Saudita, Kuwait e países muçulmanos para solicitar fundos para a construção da mesquita.
Howar (Mohammed Issa Abu Al Hawa, 1879–1982) e outros diplomatas muçulmanos ajudaram a fundar e fornecer financiamento inicial a um comitê para construir uma mesquita na capital americana. Em 1948, Howar, colocando um dólar de prata no chão para dar sorte, começou a trabalhar no local. A mesquita foi concluída em 1954 e dedicada pelo presidente Dwight Eisenhower em 28 de junho de 1957.
A comunidade diplomática de Washington desempenhou um papel de liderança no esforço para construir uma mesquita. O Egito doou um lustre de bronze e enviou especialistas que escreveram versos do Alcorão para adornar as paredes e o teto da mesquita. Os azulejos vieram da Turquia junto com os especialistas para instalá-los. Os tapetes persas vieram do Irã. O apoio ao projeto também veio da comunidade americana-muçulmana. O local foi comprado em 1946 e a pedra fundamental foi lançada em 11 de janeiro de 1949. O edifício foi projetado pelo arquiteto italiano Mario Rossi.
A mesquita foi um dos três edifícios tomados no ataque e tomada de reféns em Washington, D.C. em 1977. Homens armados muçulmanos que mantinham reféns fizeram várias exigências, incluindo a exigência de que o filme Maomé - O Mensageiro de Alá fosse destruído porque o consideravam um sacrilégio."

### Século XXI

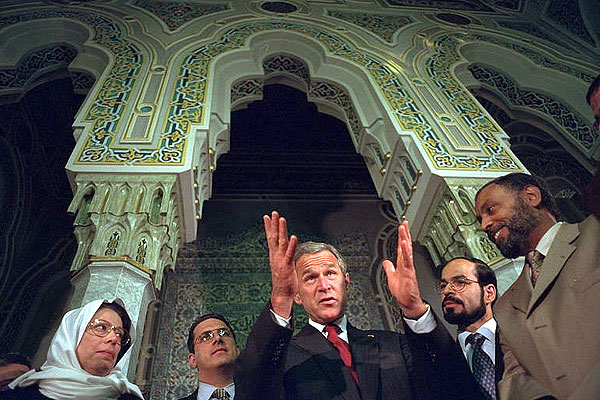
Presidente George W. Bush no Centro Islâmico de Washington, D.C.

A mesquita foi visitada por dignitários, incluindo vários presidentes. O presidente George W. Bush visitou em 17 de setembro de 2001, apenas alguns dias após os ataques de 11 de setembro de 2001. Na televisão nacional, Bush citou o Alcorão e trabalhou para assegurar aos americanos que a grande maioria dos muçulmanos é pacífica.
Em 2015, um grupo de ativistas, políticos e escritores muçulmanos emitiu uma Declaração de Reforma que anunciou a fundação da organização Movimento de Reforma Muçulmana para trabalhar contra as crenças dos grupos terroristas do Oriente Médio. Naquele ano, Asra Nomani e outros colocaram a Declaração na porta da mesquita.

## Instalações

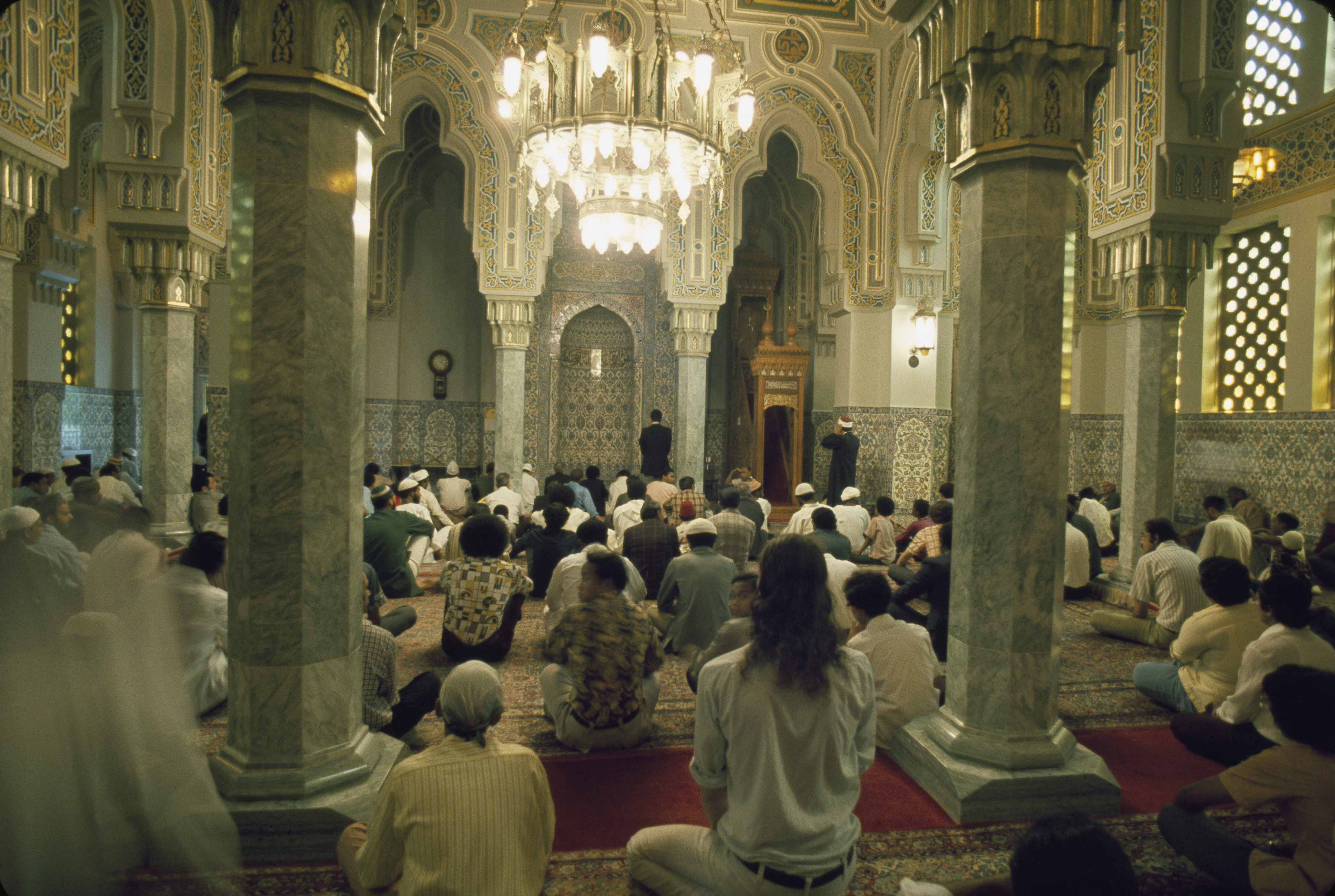
Adoradores no Centro Islâmico

Além da mesquita, o centro contém uma biblioteca e salas de aula onde são ministrados cursos sobre o islamismo e a língua árabe. O conselho de governadores do centro é composto por vários embaixadores. Ao redor do edifício estão dispostas as bandeiras das nações islâmicas do mundo.